# Proteză

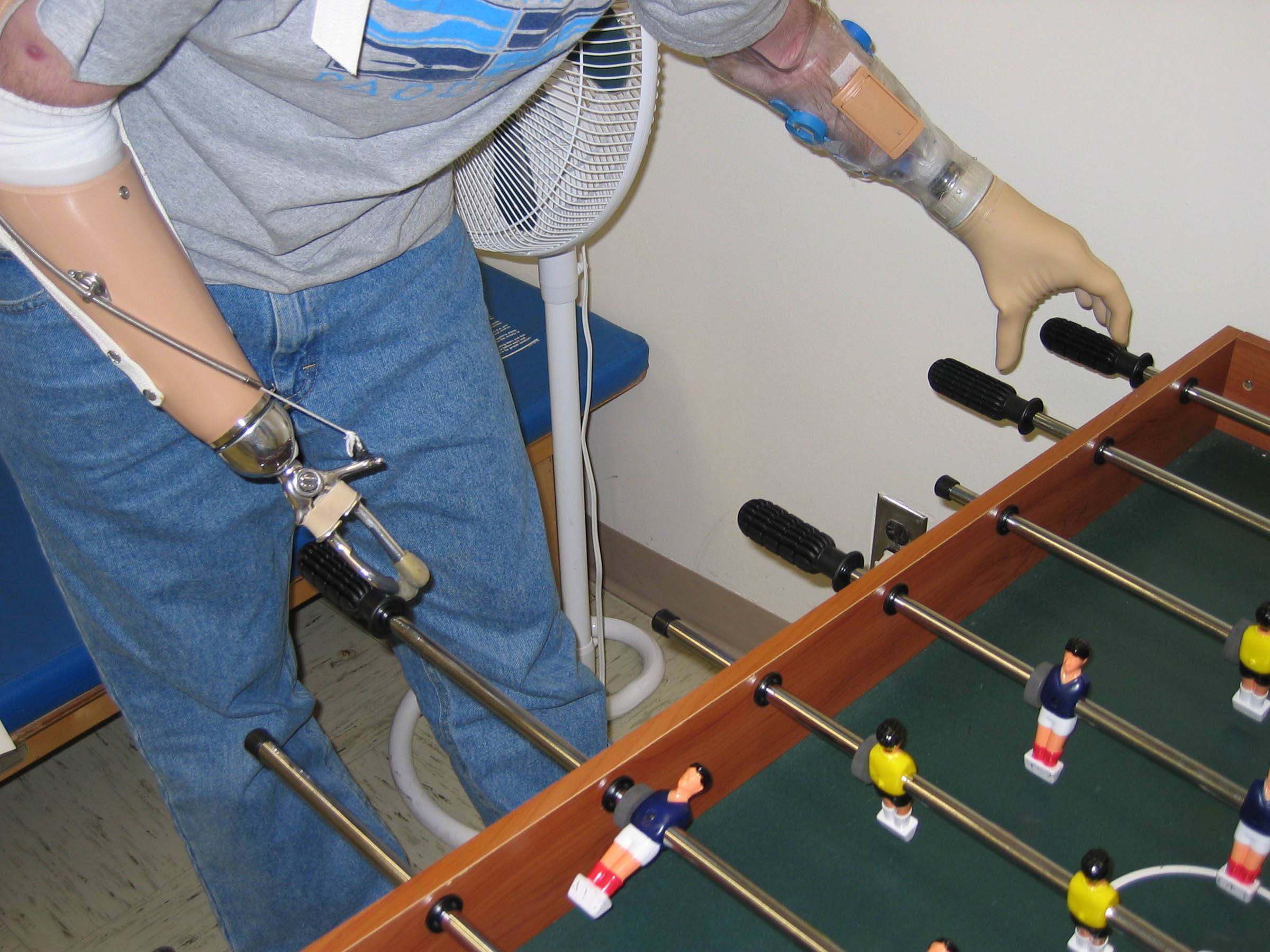
Un soldat american care a pierdut ambele braţe, jucând fotbal de masă.

Proteza reprezintă un dispozitiv ce are ca scop înlocuirea sau îmbunătățirea funcției unei părți a corpului unui om sau animal.
În literatura științifico-fantastică și recent în cercetarea medicală se vorbește uneori de proteze care amplifică sau completează funcțiile unui organ sănătos. Asemenea proteze nu au intrat încă în tehnica medicală curentă, iar moralitatea și necesitatea unor astfel de proteze este controversată.

## Tipuri de proteze
- O proteză oculară este un semiglob ocular, fabricat din sticlă sau rășini sintetice, care copiază aspectul unui ochi sănătos dar care în prezent nu-i poate înlocui funcțiile.
- O proteză dentară este un implant pe care se fixează o dantură falsă.
- O proteză auditivă este un dispozitiv electronic care captează, amplifică și retransmite sunetele, pentru cei cu deficiențe auditive.